# John M. Johansen
John Maclane Johansen (New York, 29 giugno 1916 – Brewster, 26 ottobre 2012) è stato un architetto statunitense.

## Biografia
Figlio di artisti di fama internazionale, iniziò la sua attività come pittore seguendo le orme dei genitori. Della stessa generazione di Paul Rudolph, Josep Lluís Sert e Ieoh Ming Pei, Johansen si formò ad Harvard sotto la direzione di Walter Gropius e di Marcel Breuer del quale fu amico e collaboratore.
Dopo la laurea lavorò nello studio di Skidmore, Owings and Merrill, mostrando simpatie sia per lo stile internazionale di Ludwig Mies van der Rohe sia per la ricerca sul recupero delle forme derivanti dalla storia operata da Louis Kahn. La ricerca delle fonti costruttive e sociali dell'architettura lo spinse a operare un azzeramento linguistico e una ricostruzione del progetto di architettura in cui la terminologia delle componenti e la sintassi fossero funzionali a dare risposta a tre imperativi da lui stesso successivamente definiti come tecnologico, organico e psicosociologico.